# Ratolí camperol de Brockman
El ratolí camperol de Brockman (Ochromyscus brockmani) és una espècie de mamífer rosegador de la família dels múrids. Viu a altituds de fins a 1.500 msnm a Etiòpia, Kenya, la República Centreafricana, Somàlia, el Sudan, el Sudan del Sud, Tanzània i Uganda. El seu hàbitat natural són les sabanes situades en zones rocoses. És una espècie en risc mínim, és a dir, no sembla que hi hagi cap amenaça significativa per a la seva supervivència. L'espècie fou anomenada en honor del zoòleg britànic Ralph Evelyn Drake-Brockman.